# Brevilliers
Brevilliers é uma comuna francesa na região administrativa de Borgonha-Franco-Condado, no departamento de Alto Sona. Estende-se por uma área de 6,47 km². Em 2010 a comuna tinha 655 habitantes (densidade: 101,2 hab./km²).